# ボワロー＝ナルスジャック
ボワロー＝ナルスジャック（Boileau-Narcejac）は、フランスの2人共同の作家。
- ピエール・ボワロー（Pierre Boileau, 1906年4月28日 - 1989年1月16日）
- トマ・ナルスジャック（Thomas Narcejac, 1908年7月3日 - 1998年6月9日）

推理小説を2人名義で数多く執筆した。映画化された『悪魔のような女』（クルーゾー、1955年）、『めまい』（ヒッチコック、1958年）が知られる。それぞれ推理作家として出発、1948年に出会い、共同執筆を始めた。アルセーヌ・ルパンの名で書かれたリュパンものの新作も2人の手になる。ボワローは、日本では「ボワロ」「ボアロー」とされることも多い。推理小説の理論書も著している。

## 略歴
ピエール・ボワローは1906年、パリのモンマルトル生まれ。本名ピエール＝ルイ・ボワロー。幼少期から推理小説を愛読して育ち、推理作家にあこがれながらも、経済的な事情から作家を目指すことが難しかったため、商業学校で簿記を学ぶ。卒業後は、建設会社や広告会社や食品会社など職業を転々としながら、短編推理小説を執筆して雑誌に投稿する。二、三の雑誌で短編が好評だったことから、作家として本格的に活動することを決意し、長編推理小説にもとりかかる。1938年には『三つの消失』で冒険小説大賞を受賞。この時期の作風は、主に名探偵アンドレ・ブリュネルによるトリックの解明を描いた本格推理小説に属する。しかしその後、第二次世界大戦の勃発によって、推理作家としての活動は中断させられる。さらに戦後のフランスでは、ジェイムズ・ハドリー・チェイスが好評を得たことをきっかけに「ロマン・ノワール（暗黒小説）」が流行し、ボワローが理想とする謎とトリックの解明に重点をおいた推理小説は時代遅れとなってしまった。謎の解明よりも暴力と犯罪の描写に重点をおいたロマン・ノワールの流行に馴染めず、推理作家として行き詰るボワローだったが、1947年にトーマ・ナルスジャックによる評論『探偵小説の美学』『ブラッフの終り―ハードボイルド論』を読んだことから感銘を受け、ナルスジャックに手紙を書いたことから文通が始まった。
トーマ・ナルスジャックは1908年、ロシュフォール＝シュル＝メール生まれ。本名ピエール・エイロー。船乗りの家系に生まれたが、8歳のときに事故で片目を失明したことから家業を継ぐことを断念させられた。船乗りをあきらめたころから読書に夢中になり、とくに推理小説を好むようになる。とりわけ成人してからジョルジュ・シムノンに感銘を受けた。推理作家志望ではなかったものの、1945年に個人的な趣味でシムノンのパスティーシュ（パロディ）小説を書いてみたことがきっかけとなり、さまざまな推理作家を模倣したパスティーシュ小説を執筆。これらの作品は、ナルスジャック自身は出版する意図はなかったものの、新興出版社を設立した友人の目に留まって翌年の1946年に出版され、好評だったことからその後も第2巻、第3巻が刊行された。これらのパスティーシュ小説は、日本においては『贋作展覧会』として一部の作品を抜粋して翻訳出版されている。このころナルスジャックは大学の哲学教授をつとめていたため、推理小説の出版に本名を使うのは差しさわりがあったことから、少年時代に過ごした二つの村「サン＝トーマ村」「ナルスジャック村」からヒントを得た「トーマ・ナルスジャック」というペンネームを作り、短編集出版後には推理小説に関する評論を発表。その後もいわゆる本格派に属する推理小説を執筆した。推理作家としてのナルスジャックを見出してくれた友人の出版社はその後まもなく倒産してしまうが、ナルスジャックは他の出版社に移籍し、船乗りの家系に育った知識をもとに海を舞台とする推理小説を連作するなど方向性の転換を模索した。
1948年、トーマ・ナルスジャックが『死者は旅行中』で冒険小説大賞を受賞。ナルスジャックはその受賞パーティで、文通相手のピエール・ボワローと初めて面会した。二人は推理小説についての熱い議論を交わしあい、その後生涯にわたる友情を結ぶこととなる。
1951年、ボワローとナルスジャックは共同で推理小説を執筆する。Alain Bouccarèje（Boileau-Narcejacのアナグラム）というペンネームで中編推理小説"L'ombre et la proie"（影と獲物、未訳）を執筆し、文芸雑誌"Revue des deux mondes"に掲載された。この中編は合作第2作『悪魔のような女』刊行後にAlain Bouccarèje"名義でドノエル書店から単行本が刊行されたが、その後ボワロー=ナルスジャック名義に改めてシャンゼリゼ書店のマスク叢書に収められた。
1952年、ボワロー=ナルスジャック名義による長編『悪魔のような女』を発表。
これらの作品において二人は、探偵や刑事による捜査の描写を切り捨て、犯罪者の心理を中心においた作風を確立。ロマン・ノワールを意識した作風ながら、肉体的な暴力ではなく、幻想的な謎の解明を描いた、恐怖小説的な展開の推理スリラーとして完成させた。
『悪魔のような女』はいくつもの出版社に原稿を持ち込むたびに拒絶されたものの、推理小説で名高いパリのドノエル書店から出版されるとたちまち評判となり、アンリ＝ジョルジュ・クルーゾー監督による映画化も世界的な大ヒットとなった。1954に発表された合作第3作『死者の中から』はアルフレッド・ヒッチコック監督によって『めまい』（1958年）として映画化され、原作者ボワロー＝ナルスジャックの名声も確かなものとなった。
以降はボワロー＝ナルスジャックのコンビによるサスペンス小説を数多く発表。1989年にボワローが亡くなるまでコンビは続いた。ボワローの死後も数作のプロットが残されたために、ナルスジャックが小説として完成させ、ボワローの死から2年後の1991年までボワロー＝ナルスジャック名義の新作が刊行された。
ボワロー＝ナルスジャックが切り開いた推理小説の新しい手法は、その後のフランスの推理作家のルイ・C・トーマ、ユベール・モンテイエ、セバスチアン・ジャプリゾなどに影響を与えたほか、日本においても泡坂妻夫、連城三紀彦、皆川博子などに影響を及ぼした。一方でカトリーヌ・アルレーは、ボワロー・ナルスジャックの作風に対して批判的な意見を述べている。
合作のスタイルを聞かれると二人は「ボワローが骨で、ナルスジャックが肉なのだ」と語っている。これはつまり、ボワローが主にプロットを考え、ナルスジャックが文学的に発展させるという形式をとっていたということである。執筆に関しては、ナルスジャックが主導しながら二人で文章を整えていたとされる。また、二人は映画脚本家としてもいくつかのフランス映画に協力し、とりわけジョルジュ・フランジュ監督の名作ホラー映画『顔のない眼』（1960年）においては、ボワロー＝ナルスジャックの脚本参加が作品の方向性に決定的な影響を与えた。当初プロデューサーが意図した通俗的怪奇映画としての方向性を避け、ボワロー＝ナルスジャックはシナリオの重点を、マッド・サイエンティストの医師よりもその娘クリスティーヌへとずらすことで、抒情的なタッチをもつ恐怖映画へと導いた。
ボワロー＝ナルスジャックの推理小説は、日本においては1979年の『銀のカード』までは順調に翻訳が出版されていたが、1980年のLes intouchables及びTerminus以降はまったく翻訳されなくなった。日本で未訳となっている晩年の作品においては、かつての彼らの作品を特徴づけていた幻想的な謎や強烈なスリルは影をひそめ（ただし1987年の"Mr. Hyde"は怪奇的な謎を扱った作品）、より文学を志向した心理ドラマ中心のサスペンス小説が主流となっている。

## ボワロー＝ナルスジャック作品

### 長編
- "L'ombre et la proie" 1951年 Alain Bouccarèje名義で発表、未訳
- 『悪魔のような女』1952年（北村太郎訳 早川書房 世界探偵小説全集 1955年 のち文庫）
- 『影の顔』1953年（三輪秀彦訳 早川書房 世界探偵小説全集 1958年 のち文庫）
- 『死者の中から』 D'entre les morts  1954年（日影丈吉訳 早川書房 世界探偵小説全集 1958年 のち文庫）
（別題『めまい』 Sueurs froides [3]太田浩一訳 パロル舎 2000年）
- 『牝狼』1955年（岡田真吉訳 東京創元社 1957年 現代推理小説全集　のち世界名作推理小説大系）
- 『女魔術師』1957年（江口清訳 1961年 創元推理文庫）
- 『思い乱れて』1959年（大久保和郎訳 1959年 創元推理文庫）
- 『技師は数字を愛しすぎた』1959年（大久保和郎訳 1960年 創元推理文庫）
- 『呪い』1961年（大久保和郎訳 1963年 創元推理文庫）
- 『仮面の男』1962年（井上勇訳 1964年 創元推理文庫）
- 『犠牲者たち』1964年（石川湧訳 1967年 創元推理文庫）
- 『私のすべては一人の男』1965年（中村真一郎訳 早川書房 1967年 ハヤカワ・ノヴェルズ）
- 『青列車は13回停る』1966年（北村良三訳 早川書房 1968年 世界ミステリシリーズ）
- 『死はいった、おそらく…』1967年（大友徳明訳 早川書房 1971年 世界ミステリシリーズ）
- 『海の門』1969年（荒川比呂志訳 早川書房 1970年 世界ミステリシリーズ）
- 『嫉妬』1970年（谷亀利一訳 早川書房 1974年 世界ミステリシリーズ）
- 『砕けちった泡』1972年（荒川比呂志訳 早川書房 1974年 世界ミステリシリーズ）
- 『殺人はバカンスに』1973年（荒川浩充訳 早川書房 1975年 世界ミステリシリーズ）
- 『わが兄弟、ユダ』1974年（佐々木善郎訳 早川書房 1979年 世界ミステリシリーズ）
- 『すりかわった女』1975年（荒川浩充訳 早川書房 1978年 世界ミステリシリーズ）
- 『ひそむ罠』1976年（伊東守男訳 早川書房 1982年 世界ミステリシリーズ）
- 『野獣世代』1978年（伊東守男訳 早川書房 1982年 世界ミステリシリーズ）
- 『銀のカード』1979年（岡田正子訳 早川書房 1980年 世界ミステリシリーズ）
- "Les intouchables" 1980年　未訳
- "Terminus" 1980年
- "Box-office" 1981年
- "Mamie" 1983年
- "Les eaux dormantes" 1984年
- "La dernière cascade" 1984年
- "Schuss" 1985年
- "Mr. Hyde" 1987年
- "Champ clos" 1988年
- "Le contrat" 1988年
- "J'ai été un fantôme" 1989年
- "Le bonsaï" 1990年
- "Le soleil dans la main" 1990年
- "La main passe" 1991年
- "Les nocturnes" 1991年

### 短編集
- 『魔性の眼』秋山晴夫訳 早川書房 1957年 世界探偵小説全集
- 『青列車は13回停る』北村良三訳 早川書房 1968年 世界ミステリシリーズ
- 『島』山根和郎訳 早川書房 1971年 世界ミステリシリーズ
- 『ちゃっかり女』日影丈吉訳 早川書房 1975年 世界ミステリシリーズ

### 戯曲
- "Meurtre au ralenti" (1956)
※グラン・ギニョール劇場で上演。1959年にはテレビ放映も行われた。

### 評論
- 『推理小説論 恐怖と理性の弁証法』寺門泰彦訳 紀伊国屋書店 1967年 現代文芸評論叢書
- 『探偵小説』篠田勝英訳 白水社・文庫クセジュ 1977年

### 児童向け作品（ジュヴナイル）
- 『少年探偵サン・ザトゥ』偕成社、榊原裕子訳
  - 『幻の馬』1971年
  - "Sans Atout contre l'homme à la dague" 1971年
  - "Les pistolets de Sans Atout" 1973年
  - "Sans Atout dans la gueule du loup" 1984年
  - "Sans Atout, l'invisible agresseur" 1984年
  - 『消えた死体』1985年
  - "Sans Atout, le cadavre fait le mort" 1987年
  - 『うしなわれた過去』1990年

### アルセーヌ・ルパンもの長編
モーリス・ルブラン原作アルセーヌ・ルパンシリーズのパスティーシュ作品。当初覆面作家アルセーヌ・ルパン名義で発表された。
- Le Secret d'Eunerville (1973)
  - 「ウネルヴィル城館の秘密」（アルセーヌ・ルパン名義）榊原晃三訳 1974年 新潮文庫
  - 「悪魔のダイヤ」南洋一郎訳  1974年 ポプラ社・怪盗ルパン全集 26
- La Poudrière (1974)
  - 「バルカンの火薬庫」（アルセーヌ・ルパン名義）榊原晃三訳 1975年 新潮文庫
  - 「ルパンと時限爆弾」南洋一郎訳  1974年 ポプラ社・怪盗ルパン全集 27
- Le Second Visage d'Arsène Lupin(1975)
  - 「アルセーヌ・ルパンの第二の顔」榊原晃三訳 1976年 新潮文庫
  - 「ルパン二つの顔」南洋一郎訳 1976年 ポプラ社・怪盗ルパン全集 28
- La Justice d'Arsène Lupin (アルセーヌ・ルパンの裁き) (1977)
  - 「ルパン、100億フランの炎」谷亀利一訳 サンリオ 1979年
  - 「ルパンと殺人魔」南洋一郎訳 1979年 ポプラ社・怪盗ルパン全集 29
- Le Serment d'Arsène Lupin (1979)
  - 「ルパン危機一髪」南洋一郎訳 1980年 ポプラ社・怪盗ルパン全集 30

## ボワロー単独作

### 探偵アンドレ・ブリュネルもの長編
- 『震える石』La pierre qui tremble (1934)　佐藤絵里訳 論創海外ミステリ 2016年 - ボワローの処女作
- 『殺人者なき六つの殺人』La promenade de minuit (1934)　松村喜雄訳 1985年 講談社文庫
- 『三つの消失』Le Repos de Bacchus (1939)　松村喜雄訳 晶文社 1988年『大密室 幻の探偵小説コレクション』所収
- Les trois clochards (1939)
- L'assassin vient les mains vides (1945)
- 『死のランデブー』Les rendez-vous de passy (1950)　佐々木善郎訳 読売新聞社 1986年 フランス長編ミステリー傑作集

### ノンシリーズ短編
- 「はやわざ」 Passe-passe　ＥＱ'92年5月号収録　光文社
- 「対案」Contreprojet　早川文庫「心やさしい女」（'85）収録　早川書房
- 「婚約者たち」Les fiancées　ＨＭＭ'74年3月号収録　早川書房

## ナルスジャック単独作

### 連作パスティーシュ
- 『贋作展覧会』Usurpation D'identité (1955) 稲葉明雄、北村良三訳 早川書房 1969年 世界ミステリシリーズ - うち「メグレほとんど最後の事件」L'avant-dernière enquête de Maigret (1946) がナルスジャックの処女作。

### ノンシリーズ長編
- "L'assassin de minuit" 1946年
- "La police est dans l'escalier" 1946年
- "Dix de der" 1948年
- 『死者は旅行中』La Mort est du Voyage (1948) 松村喜雄訳 晶文社 1988年 『大密室 幻の探偵小説コレクション』所収
- "La nuit des angoisses" 1948年
- "Le mauvais cheval" 1950年

### 評論・エッセイ・その他
- 『読ませる機械=推理小説』荒川浩充訳 東京創元社 1981年
- "Esthétique du roman policier" 1949年

## 主な映像作品

### 映画
- 悪魔のような女 Les diaboliques （フランス 1955年）
監督：アンリ＝ジョルジュ・クルーゾー　出演：シモーヌ・シニョレ、ヴェラ・クルーゾー、ポール・ムーリス、シャルル・ヴァネル
- "Les louves" （フランス 1957年）
監督：ルイス・サスラフスキー　音楽：ジョゼフ・コズマ
出演：フランソワ・ペリエ、ジャンヌ・モロー、ミシェリーヌ・プレール、マドレーヌ・ロバンソン
  - 原作：『牝狼』
- めまい Vertigo （アメリカ 1958年）
監督：アルフレッド・ヒッチコック　音楽：バーナード・ハーマン
出演：ジェームズ・ステュアート、キム・ノヴァク、バーバラ・ベル・ゲデス、トム・ヘルモア
  - 原作：『死者の中から』
- 45回転の殺人 Meurtre en 45 tours （フランス 1960年）
監督：エチアンヌ・ペリエ　出演：ダニエル・ダリュー、ミシェル・オークレール、ジャン・セルヴェ、マティルド・カサドジュ
  - 原作：『思い乱れて』
- "Les magiciennes" （フランス 1960年）
監督：セルジュ・フリードマン　出演：ジャック・リベロル、アリス＆エレン・ケスラー姉妹、ジャン・メルキュール、ジネット・ルクレール
  - 原作：『女魔術師』
- "Faces in the Dark" （イギリス 1960年）
監督：デヴィッド・イーディ　音楽：ミキス・テオドラキス
出演：ジョン・グレッグソン、マイ・セッタリング、ジョン・アイアランド、マイケル・デニソン
  - 原作：『影の顔』
- "Maléfices" （フランス 1962年)
監督：アンリ・ドゥコワン　音楽：ピエール・アンリ
出演：ジュリエット・グレコ、ジャン＝マルク・ボリー、リーゼロッテ・プルファー
  - 原作：『呪い』
- ナチスの亡霊 Maldonne （フランス 1968年）
監督：セルジョ・ゴッビ　音楽：ウラディーミル・コズマ
出演：ピエール・ヴァネック、エルザ・マルティネッリ、ロベール・オッセン、ジャン・トパール、ロジェ・コッジョ
  - 原作：『仮面の男』
- ボディ・パーツ Body Parts （アメリカ 1991年）
監督：エリック・レッド　出演：ジェフ・フェイヒー、リンジー・ダンカン、キム・デラニー、ブラッド・ドゥーリフ、ジョン・ウォルシュ
  - 原作：『私のすべては一人の男』
- ファイナル・ゲーム Entangled （カナダ 1992年）
監督：マックス・フィッシャー　出演：ジャド・ネルソン、ピアース・ブロスナン、ローレンス・トレイル
  - 原作：『嫉妬』
- "Les eaux dormantes" （フランス、ポルトガル 1992年）
監督：ジャック・トレフェル　出演：フィリップ・カロワ、リュドミラ・ミカエル、ダニエル・ドロルム
  - 原作：『Les eaux dormantes』(未訳）
- "Meurtre en musique" （フランス、カナダ 1994年）
監督：ガブリエル・ペルティエ　出演：ジョー・ボカン、セルジュ・デュピール、クロード・レヴェイエ
  - 原作：『思い乱れて』
- "Les victimes" （フランス 1995年）
監督：パトリック・グランペレ　出演：ヴァンサン・ランドン、ジャック・デュトロン、カリン・ヴィアール
  - 原作：『犠牲者たち』
- "La présence des ombres" （フランス、カナダ 1995年）
監督：マルク・ヴォワザール　出演：パトリス・レキュイエ、イザベル・ルノール、ドゥニ・メルシエ
  - 原作：『めまい』
- 悪魔のような女 Diabolique （アメリカ 1996年）
監督：ジェレマイア・チェチック　出演：シャロン・ストーン、イザベル・アジャーニ、チャズ・パルミンテリ、キャシー・ベイツ
※ボワロー＝ナルスジャックの小説の映画化と言うより、クルーゾー監督の映画『悪魔のような女』（1955年）のリメイクと言うべき作品。
- "Comme un homme" （フランス、ベルギー、ルクセンブルク 2012年）
監督：サフィ・ネブー　出演：エミール・ベルラン、シャルル・ベルラン、サラ・スターン
  - 原作：『野獣時代』

### テレビドラマ
- 銀河テレビ小説（NHK）
  - 影の顔（1970年）

出演：二谷英明、久保菜穂子、細川俊之、毛利菊枝、夏目俊二
- 火曜日の女シリーズ（日本テレビ）
  - 黒いオパール （1972年）

監督：長谷部安春　出演：松尾嘉代、川地民夫、鳳八千代、神山繁、名古屋章
  - 原作：『悪魔のような女』
- "Reflections of Murder" （アメリカ 1974年)
監督：ジョン・バダム
出演：チューズデイ・ウェルド、ジョーン・ハケット、サム・ウォーターストン、マイケル・ラーナー、ランス・カーウィン
  - 原作：『悪魔のような女』
- "Au bois dormant" （フランス 1975年）
監督：ピエール・バデル　出演：モーリーン・カーウィン、ベルナール・アラーヌ、ルネ・アローヌ、ヴァーノン・ドブチェフ
  - 原作：『眠れる森にて』（『魔性の眼』に併録）
- "La porte du large" （フランス 1975年）
監督：ピエール・バデル　出演：ジョルジュ・ジェレ、ベルナデット・ラフォン、エディット・ロリア、ジャン・ヴィンチ
  - 原作：『海の門』
- 土曜ワイド劇場（テレビ朝日）
  - 二重結婚 すりかわった女 （1980年）

監督：齋藤武市　脚本：須川栄三　出演：多岐川裕美、加藤嘉、新克利、北林谷栄、中山仁、奈美悦子
  - 原作：『すりかわった女』

  - 汚名の女・二重殺人方程式 （1981年）

監督：石井輝男　脚本：馬場当、杉江慧子　出演：小川知子、市毛良枝、藤村俊二、児玉清、池波志乃
  - 原作：『呪い』

  - 悪魔のような女　「私と一緒に夫を殺して！」　病弱な若妻と、愛人の女医との壮絶な闘い～池に沈めた夫の死体が…消えた！？ （2005年）

出演：菅野美穂、浅野ゆう子、仲村トオル、串田和美、谷津勲、藤田宗久
※クルーゾー監督の映画版をベースに原作の要素も取り入れているが、クライマックスで亡霊を出して怪談ドラマにしてしまった珍作。
- "L'âge bête" （フランス 1980年）
監督：ジャック・エルトー　出演：ジャン＝リュック・アズラ、エリック・レミー、ベルナデット・ル・サシェ、アネット・ポワヴル
  - 原作：『野獣時代』
- "Carte Vermeil" （フランス 1981年）
監督：アラン・ルヴァン　出演：ジャン＝ピエール・オーモン、ミシェリーヌ・プレール、フランシーヌ・ベルジェ、クリスティーヌ・ガニュー
  - 原作：『銀のカード』
- ザ・サスペンス（TBS）
  - 45回転の殺人 （1982年）

監督：服部晴治　出演：浅丘ルリ子、田村正和、高橋昌也、石田えり、津川雅彦
  - 原作：『思い乱れて』
- "Gesichter des Schattens" （ドイツ 1984年）
監督：クリスティアン・クーン　出演：ヴォルフ・ディートリッヒ・ベルク、モニカ・ブライプトロイ、ヴォルフガング・ヴァール
  - 原作：『影の顔』
- ミステリー 牝狼 Les louves （フランス＝イギリス 1985年）
監督：ピーター・デュフェル　音楽：レイモン・アレッサンドリーニ
出演：イヴ・ベネトン、シェリー・ルンギ、アンドレア・フェレオル、マチルダ・メイ、ラルフ・ベイツ
- "Rückfahrt in den Tod" （ドイツ 1986年）
監督：ハンス＝ユルゲン・テーゲル　出演：ペーター・ボンガルツ、サビーネ・ヴォリン、イーリス・ベルベン
  - 原作：『Terminus』(未訳）
- "La vie en miettes" （フランス＝イタリア 1989年）
監督：マリオ・カイアーノ　出演：ロレンツァ・グエッリエーリ、ロジェ・ミルモン、ベラ・エルニー、ギュンター・マック
  - 原作：『砕けちった泡』
- "La mort a dit: peut-être" （フランス 1990年）
監督：アラン・ボノ　出演：ジャン＝クロード・ドーファン、レスリー・マルトン、アンジェロ・インファンティ、マリー＝ジョゼ・ナット
  - 原作：『死はいった、おそらく…』
- "House of Secrets" （アメリカ 1993年）
監督：ミミ・レダー　出演：メリッサ・ギルバート、ケイト・ヴァーノン、シシリー・タイソン、ブルース・ボックスライトナー
  - 原作：『悪魔のような女』
- "Cerná karta" （チェコ 2005年）
監督：ズデニェク・ゼレンカ　出演：ヨゼフ・アブラム、エリスカ・ベルゼロワ、イトカ・スムトナー、ヤン・ポーアン
  - 原作『銀のカード』
- 溺れゆく恋人たち Les amants naufragés （フランス 2010年） TV5MONDEで放映
監督：ジャン＝クリストフ・デルピア　出演：ロバンソン・ステヴナン、シモン・アブカリアン、ジェニファー・デッカー
  - 原作：『嫉妬』
- 手をのばした先に～愛と憎悪の矛先 La main passe （フランス 2012年） TV5MONDEで放映
監督：ティエリー・プティ　出演：ブリュノ・トデスキーニ、ファニー・ヴァレット、アンヌ・アズレ
  - 原作『La main passe』（未訳）

### 脚本執筆
- "S.O.S. Noronha" （フランス 1957年）
監督：ジョルジュ・ルーキエ　原作：ピエール・ヴィレ
脚本：ボワロー＝ナルスジャック、ジョルジュ・ルーキエ　撮影：アンリ・ドカエ
出演：ジャン・マレー、ダニエル・イヴェルネル、イヴ・マッサール、ヴァーニャ・オリコ
- 脱獄十二時間 12 heures d'horloge （フランス 1958年）
監督：ゲツァ・フォン・ラドヴァニ　原案・脚本：ボワロー＝ナルスジャック　台詞：ルネ・ルフェーヴル、ジャン＝ルイ・ロンコローニ
出演：リノ・ヴァンチュラ、エヴァ・バルトーク、ハンネス・メッセマー、ローラン・テルジェフ、ゲルト・フレーベ
- 彼奴を殺せ Un témoin dans la ville （フランス 1959年）
監督：エドゥアール・モリナロ　原案：ボワロー＝ナルスジャック、ジェラール・ウーリー
脚本：ボワロー＝ナルスジャック、ジェラール・ウーリー、アラン・ポワレ、エドゥアール・モリナロ
台詞：ジョルジュ＝アンドレ・タベ　撮影：アンリ・ドカエ　音楽：バルネ・ウィラン
出演：リノ・ヴァンチュラ、サンドラ・ミロ、フランコ・ファブリーツィ、ジャック・ベルティエ、ダニエル・チェカルディ
- 顔のない眼 Les yeux sans visage （フランス 1959年）
監督：ジョルジュ・フランジュ　音楽：モーリス・ジャール　原作：ジャン・ルドン
脚本：ボワロー＝ナルスジャック、クロード・ソーテ、ジャン・ルドン
出演：ピエール・ブラッスール、アリダ・ヴァリ、ジュリエット・メニエル、エディット・スコブ
- "Pleins feux sur l'assassin" （フランス 1961年）
監督：ジョルジュ・フランジュ　音楽：モーリス・ジャール
原案：ボワロー＝ナルスジャック　脚本：ボワロー＝ナルスジャック、ジョルジュ・フランジュ　台詞：ボワロー＝ナルスジャック、ロベール・トマ
出演：ピエール・ブラッスール、パスカル・オードレ、マリアンネ・コッホ、ジャン＝ルイ・トランティニャン、フィリップ・ルロワ
- 悪い女 Le crime ne paie pas （フランス 1962年)
監督：ジェラール・ウーリー　脚本：ボワロー＝ナルスジャック、ジャック・シギュール
出演：アニー・ジラルド、ピエール・ブラッスール、ポール・ゲール、クリスチャン・マルカン
※第2話『フネルー事件』のみボワロー＝ナルスジャックが脚本を担当。